# Taejo de Joseon
Pour les articles homonymes, voir Taejo de Goryeo (Wang Geon) et Taejo de Goguryeo.
Taejo (太祖 ; 27 octobre 1335 – 24 mai 1408) est un souverain coréen. Fondateur de la dynastie Joseon en 1392, il règne pendant six ans avant de céder le pouvoir à ses fils, Jeongjong (定宗) en 1399 puis Taejong (太宗) en 1400.
Né sous le nom de Yi Seong-gye (李成桂, 이성계, prononcé en moyen coréen : Ni Syeng kyey 니셩계), le 27 octobre 1335 d’un père officier militaire mineur de la dynastie Yuan, il devient général et participe militairement à l’expulsion des Mongols du royaume de Goryeo, qui devient plus tard la Corée. Puis, alors qu’avec son armée de 38 000 hommes, il est sur le point d’envahir le Yondong en Chine, il fait demi-tour à la frontière et prend le pouvoir en 1392.
Il baptise sa dynastie Joseon en hommage à une ancienne dynastie du même nom trois mille ans auparavant, change son nom en Yi Dan (李旦) puis déplace en 1394 la capitale à Séoul.
Lorsque ses fils se battent pour obtenir la couronne, il abdique en 1398. Son second fils Jeongjong (定宗) a d'abord sa préférence, mais son cinquième fils Taejong (太宗) lui reprend le pouvoir l'année d'après.
Il meurt en 1408 et est proclamé empereur post mortem en 1899 par Kojong (高宗) lorsque celui-ci fonde l'Empire coréen.
Homonyme : Taejo (太祖 ; 877-943), roi (r. 918-943) et fondateur du royaume de Goryeo, Taejo étant son nom de règne, auparavant il s'agit de Wang Geon (王建), riche marchand qui porte l'une des révoltes lors de la phase finale du royaume de Silla.